# ابی ادی
ابی ادی (به لاتین: Abiy Addi) در اتیوپی با جمعیت ۱۶٬۱۱۵ نفر است که در استان تیگرای واقع شده‌است.